# Luis Antonio Tagle
Luis Antonio Gokim Tagle (Manila, 1957. július 21. –) Fülöp-szigeteki bíboros, a Népek Evangelizációjának Kongregációja prefektusa, a Nemzetközi Karitász elnöke. 2011 és 2020 között a Manilai főegyházmegye érseke volt.
Mind nézeteit, mind személyiségét tekintve igen közel áll Ferenc pápához, ami miatt a sajtóban gyakran „ázsiai Ferencként” emlegetik, és a katolikus egyház progresszív szárnyának képviselőjeként tekintenek rá. Ferenc pápa halála után több sajtóorgánum azt írta, hogy ő az egyik fő esélyes a konklávé megnyerésére.

## Életrajza
A Fülöp-szigetek fővárosában, Manilában, egy jómódú katolikus család legidősebb gyermekeként született. A középiskola után a manilai jezsuita szemináriumban, valamint a szintén jezsuita fenntartású Ateneo de Manila egyetemen folytatja tanulmányait. 1981. július 18-án diakónussá, 1982. február 27-én pedig pappá szentelik. Az ezt követő években az Imusi egyházmegyében végez lelkipásztori szolgálatot. 1985-ben püspöke az Egyesült Államokba küldi, ahol a washingtoni Amerikai Katolikus Egyetemen teológiai doktorátust szerez.
1992-ben tér vissza egyházmegyéjébe, ahol az imusi szeminárium rektora, 1993-tól pedig püspöki helynök lesz. Az ezt követő időszakban több intézményben is oktat, valamint szakértőként részt vesz a püspöki konferencia munkájában is. 1997-től tagja a Nemzetközi Teológiai Bizottságnak, melyet ekkor Ratzinger bíboros vezet. Római tartózkodása alatt kutatóként is aktív, kutatási területe a II. vatikáni zsinat. 1998-ban a székesegyház plébánosaként szolgál.
2001. október 22-én II. János Pál pápa az Imusi egyházmegye élére nevezi ki, püspökké szentelésére december 12-én kerül sor. Már ebben az időszakban aktívan használja az internetet a fiatalok megszólítása érdekében: heti rendszerességgel megjelenő videói, melyekben a Szentírást magyarázza, országszerte hamar ismertté teszik. 2011. október 13-án XVI. Benedek pápa a Manilai főegyházmegye érsekének nevezi ki, hivatalát december 12-én foglalja el. A következő év novemberében Benedek pápa – pontifikátusának utolsó konzisztóriumán – bíborossá kreálja. Római címtemploma a San Felice da Cantalice a Centocelle.
2015-től a Nemzetközi Karitász elnöke. 2019. december 8-án Ferenc pápa a Népek Evangelizációjának Kongregációja prefektusának nevezi ki, mely az egyik legfontosabb római hivatal. 2020. május 1-én a Ferenc pápa rendelete alapján – címtemplomának megtartása mellett – a Bíborosi Kollégium püspöki rendjébe kooptálja. 2021. február 22-én Ferenc pápa a Szentszék Vagyonkezelőségének tagjai közé is kinevezi. Ezen kívül a Katolikus Nevelésügyi Kongregáció és a Megszentelt Élet Intézményeinek Kongregációja, valamint a Törvényszövegek Pápai Tanácsa tagja.

## Nézetei
Tagle bíborost általában közvetlen,  vidám, karizmatikus, ám egyszerű személyiségként írják le a sajtóban, aki nem riad meg az Egyházra vonatkozó kínos kérdésekben állást foglalni. Felszólalásaiban gyakran felhívja a figyelmet a harmadik világban élő keresztény közösségek problémáira, így különösen a paphiányra, a kisebbségben élő keresztény közösségek elnyomására és a vallásszabadság megsértésére, a migrációra, valamint a fiatalokat érintő problémákra, mint az oktatás hiányosságai, a hiteles példaképek hiánya vagy a család intézménye elleni támadások. Gyakran szólal fel a fogyasztói társadalom, a „kiselejtezés kultúrája” és az ehhez kapcsolódó környezeti pusztítás problémáira.
Egy 2015-ös londoni ifjúsági kongresszuson tartott beszédében az Egyház kommunikációját kritizálta. Véleménye szerint megváltozott a nyelv, és egyes kifejezések, melyek korábban könyörületességet fejeztek ki, a mai felfogásunk szerint már alkalmatlanok erre. Így az Egyház „kemény szavakat használt a meleg, elvált vagy különélő emberekkel kapcsolatban. (...) Sokakat, akik ezekbe a csoportba tartoztak, megbélyegeztek, ami a többségi társadalomtól való elszigetelődésükhöz vezetett.” Az elváltak és újraházasodottak szentáldozása kapcsán kifejtette, hogy nem lehet egy egyszerű igennel vagy nemmel válaszolni, mivel minden eset egyedi, egy általános szabály ezért kontraproduktív lehet.
2017. május 25-én Erdő Péter bíboros meghívására Esztergomba érkezett, ahol részt vett a katolikus pedagógiai konferencián. Beszédében a katolikus nevelés középpontjába a Bibliát és a karitászt helyezte. Kiemelte, hogy „fontos, hogy találkozzunk Jézussal, hogy megszülessen bennünk, és olyanná alakítson, amilyen Ő maga – ez a katolikus oktatás célja.”